# She Was Hot
 (septembre 2022).
La mise en forme du texte ne suit pas les recommandations de Wikipédia : il faut le « wikifier ».
Les points d'amélioration suivants sont les cas les plus fréquents :
- Les titres sont pré-formatés par le logiciel. Ils ne sont ni en capitales, ni en gras.
- Le texte ne doit pas être écrit en capitales (les noms de famille non plus), ni en gras, ni en italique, ni en « petit »…
- Le gras n'est utilisé que pour surligner le titre de l'article dans l'introduction, une seule fois.
- L'italique est rarement utilisé : mots en langue étrangère, titres d'œuvres, noms de bateaux, etc.
- Les citations ne sont pas en italique mais en corps de texte normal. Elles sont entourées par des guillemets français : « et ».
- Les listes à puces sont à éviter, des paragraphes rédigés étant largement préférés. Les tableaux sont à réserver à la présentation de données structurées (résultats, etc.).
- Les appels de note de bas de page (petits chiffres en exposant, introduits par l'outil «  Source ») sont à placer entre la fin de phrase et le point final[comme ça].
- Les liens internes (vers d'autres articles de Wikipédia) sont à choisir avec parcimonie. Créez des liens vers des articles approfondissant le sujet. Les termes génériques sans rapport avec le sujet sont à éviter, ainsi que les répétitions de liens vers un même terme.
- Les liens externes sont à placer uniquement dans une section « Liens externes », à la fin de l'article. Ces liens sont à choisir avec parcimonie suivant les règles définies. Si un lien sert de source à l'article, son insertion dans le texte est à faire par les notes de bas de page.
- La présentation des références doit suivre les conventions bibliographiques. Il est recommandé d'utiliser les modèles {{Ouvrage}}, {{Chapitre}}, {{Article}}, {{Lien web}} et/ou {{Bibliographie}}. Le mode d'édition visuel peut mettre en forme automatiquement les références.
- Insérer une infobox (cadre d'informations à droite) n'est pas obligatoire pour parachever la mise en page.

Pour une aide détaillée, merci de consulter Aide:Wikification.
Si vous pensez que ces points ont été résolus, vous pouvez retirer ce bandeau et améliorer la mise en forme d'un autre article.
Singles de The Rolling Stones
Undercover of the Night
(1983) Harlem Shuffle
(1986)
She Was Hot est une chanson du groupe de rock britannique The Rolling Stones parue en 1983 sur l'album Undercover et en single l'année suivante.

## Historique
L'enregistrement de She Was Hot a commencé à la fin de 1982 près de Paris aux studios Pathé-Marconi et se termine en mai 1983 au Hit Factory à New York. 
Écrite par Mick Jagger et Keith Richards, la chanson est un numéro de rock 'n' roll traditionnel du groupe taillé pour les grands concerts. La chanson est remarquable car le pianiste et ancien membre du groupe Ian Stewart et le pianiste Chuck Leavell jouent sur l'enregistrement.

## Clip musical
Le clip vidéo de la chanson met en vedette l'actrice Anita Morris qui séduit de manière semi-comique chaque membre du groupe. La version de la chanson utilisée dans la vidéo comprend un couplet supplémentaire de trois lignes à la 32e seconde qui n'a jamais été inclus dans aucune version commerciale de la chanson. L'audio est également sensiblement accéléré dans la vidéo d'environ huit pour cent, causant une augmentation de hauteur de 1,3 demi-ton. Comme pour Undercover of the Night, le clip de She Was Hot est réalisé par Julien Temple et a également été édité pour être diffusé sur MTV.

## Parution et réception
She Was Hot est sorti en tant que second single de l'album Undercover le 23 janvier 1984. La chanson I Think I'm Going Mad présente en face B du single est une chanson inédite en album provenant des sessions de l'album Emotional Rescue. Le single ne rencontre pas de succès, ne se classant que 44e aux Etats-Unis et 42e au Royaume-Uni.
Cash Box a déclaré qu' "avec le groupe à son meilleur, Jagger sert une série de brèves images, toutes avec à peu près la même histoire. Chaud sur la 'piste du plaisir', il 'prend la passion là où vous la trouvez' et fournit des descriptions colorées des rapports dans les moindres détails dans les refrains."
Les Rolling Stones ont ressuscité She Was Hot lors du concert à Chicago le 11 octobre 2006 dans le cadre de la tournée A Bigger Bang (2005-2006) et la chanson est par la suite régulièrement interprétée au cours des concerts suivants. L'interprétation de la chanson lors du concert du 1er novembre 2006 est enregistré et filmé par Martin Scorsese pour son film documentaire Shine a Light qui montre l'intégralité du concert.

## Classements
| Chart (1984)                           | Meilleure position |
| -------------------------------------- | ------------------ |
| Australie (Kent Music Report)          | 60                 |
| Belgique (Flandre Ultratop 50 Singles) | 20                 |
| Allemagne (Media Control AG)           | 54                 |
| Pays-Bas (Single Top 100)              | 18                 |
| Nouvelle-Zélande (RMNZ)                | 46                 |
| Royaume-Uni (UK Singles Chart)         | 42                 |
| États-Unis (Hot 100)                   | 44                 |